# Mariahilfkapelle Tradigist

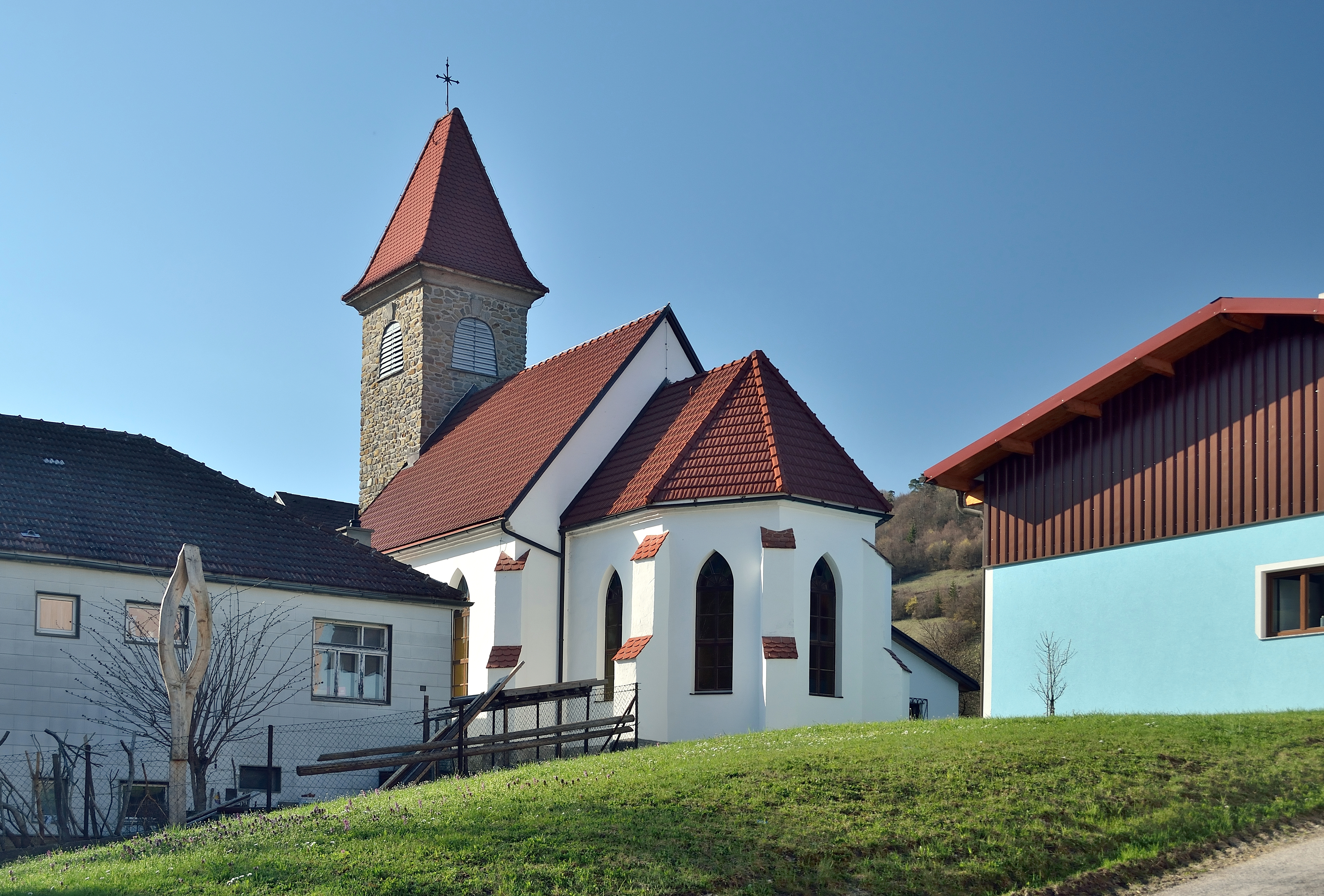
Katholische Ortskapelle Mariahilf in Tradigist

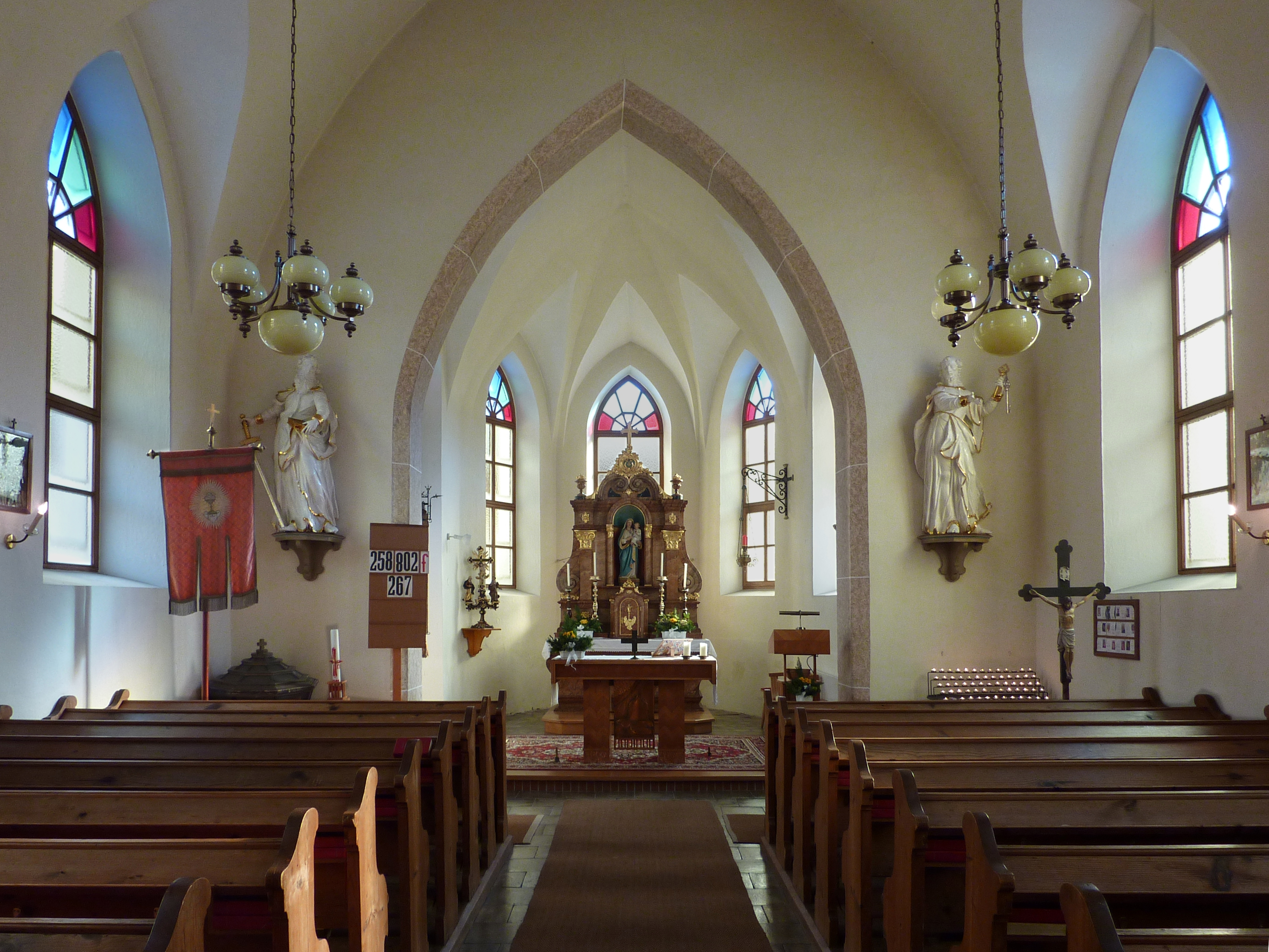
Langhaus, Blick zum Chor

Die römisch-katholische Ortskapelle Tradigist steht in der Ortschaft Tradigist der Marktgemeinde Rabenstein an der Pielach im Bezirk St. Pölten-Land in Niederösterreich. Die unter dem Namen Maria Hilf der Gottesmutter gewidmete Ortskapelle gehört zum Dekanat Lilienfeld in der Diözese St. Pölten. Die Kapelle steht unter Denkmalschutz (Listeneintrag).

## Geschichte
Die Kapelle wurde 1895/1896 erbaut, der Turm erst 1954. Nach der Errichtung einer Volksschule 1893 war es Wunsch der Tradigister Bevölkerung, auch eine Kapelle zu haben, weil Fußweg zum Gottesdienst in Kirchberg, Rabenstein oder Eschenau weit war. Deshalb gründete Schulleiter Paul Heiß am 4. Februar 1894 ein Kapellenbaukomitee zur Planung und zum Bau einer kleinen Kirche für etwa 100 Personen. Den Bauplatz stiftete eine ortsansässige Familie, und trotz wirtschaftlicher Nöte gelang der Bau. Am 27. Juni 1897 weihte Bischof Johannes Baptist Rößler die Kapelle.
Anlässlich ihres hundertjährigen Bestehens wurde die Kapelle 1997 restauriert. Den Festgottesdienst zum Jubiläum zelebrierte der aus Rabenstein gebürtige Kardinal Franz König.

## Baubeschreibung
Es ist ein neugotischer Bau unter einem Satteldach mit einem eingezogenen Chor mit Fünfachtelschluss, Strebepfeilern und Spitzbogenfenstern. Der steinsichtige Westturm hat ein steiles Zeltdach, darunter auf jeder Seite eine nach unten sich verbreiternde Schallöffnung mit Rundbogen und Schalljalousie. Die Durchgänge an der West- und Südseite des Turms zum Eingang haben die gleiche Form. Im ersten Obergeschoß an der Westseite hat der Turm ein Rundfenster. Die Dächer von Turm und Langhaus sind mit roten Ziegeln gedeckt. Rechts neben dem Turm sind eine Gedenktafel für die Opfer beider Weltkriege und ein Kreuz angebracht. Das Langhaus mit spitzbogigem Triumphbogen und hölzerner Empore ist innen von einer Flachdecke überspannt. Der Chor hat ein Stichkappengewölbe.

## Ausstattung
Der neobarocke Altar mit großer Rundbogennische entstand Ende des 19. Jahrhunderts. In der Nische steht eine Madonna mit Kind, die Schutzpatronin der Kirche. Den Volksaltar und den Ambo bzw. das Lektorenpult schuf 1979 der aus Tradigist stammende Tischlermeister Leopold Gansch. Die schlichte hölzerne Kanzel stammt aus der ersten Hälfte des 20. Jahrhunderts. Am Übergang vom Kirchenschiff zum Chor steht links auf einer Konsole eine barocke Statue des hl. Paulus, rechts im selben Stil der hl. Petrus, beide aus dem frühen 18. Jahrhundert, an den Seitenwänden des Kirchenschiffs stehen aus der Mitte des 18. Jahrhunderts links der hl. Leonhard, anders als allgemein dargestellt mit Mitra, und rechts der hl. Sebastian, beides ebenfalls Barockstatuen. Ein hölzernes oktogonales Taufbecken auf gedrechselten Säulchen ist aus der ersten Hälfte des 20. Jahrhunderts.

## Glocken
Die Kapelle hat drei Glocken mit den Tönen c″, es″ und f″. Die älteste goss 1736 Ferdinand Vötterlechner aus Krems an der Donau. Zwei Glocken goss 1963 der Bochumer Verein 1963 aus Stahl. Am 24. Mai 1964 wurden die Glocken geweiht. Die alte Glocke ist aus Bronze. Sie kam aus der Andreaskirche Tradigist in die Mariahilfkapelle und läutet unter anderem als Sterbeglocke.